# Thephantes
Thephantes is een kevergeslacht uit de familie van de boktorren (Cerambycidae). De wetenschappelijke naam van het geslacht werd voor het eerst geldig gepubliceerd in 1867 door Pascoe.

## Soorten
Thephantes is monotypisch en omvat slechts de volgende soort:
- Thephantes clavatus Pascoe, 1867